# FK Charkiw
Der FK Charkiw (ukrainisch ФК «Харків») ist ein ukrainischer Fußballverein aus der Stadt Charkiw. Der Verein spielte von 2005 bis 2009 in der ukrainischen Premjer-Liha.

## Geschichte
Der Klub ging aus Arsenal Charkiw hervor. Arsenal stieg 2005 in die erste ukrainische Liga auf und wurde dabei von einem neuen Management übernommen, das sich entschied den Verein in FK Charkiw umzubenennen. Mit einem zwölften Tabellenplatz konnte die Mannschaft die Saison 2006/07 abschließen und dabei mit Oleksandr Hladkyj den Torschützenkönig der Premjer-Liha stellen. In der Saison 2008/09 war der Heimatort des Teams Sumy, da das Heimstadion in Charkiw renoviert wurde. In dieser Saison stieg das Team als Tabellenletzter in die zweite ukrainische Liga, die Perscha Liha, ab.